# Auxis thazard brachydorax
Auxis thazard brachydorax es una subespecie de peces de la familia Scombridae en el orden de los Perciformes.

## Morfología
• Los machos pueden llegar alcanzar los 40 cm de longitud total.

## Distribución geográfica
Se encuentra en el Pacífico oriental central.